# Things We Do for Love
"Things We Do for Love" é uma canção da cantora australiana Kylie Minogue, contida em seu décimo sexto álbum de estúdio Tension (2023). Foi composta pela própria juntamente com Anya Jones, Camille "Kamille" Purrell, Jon Green, Duck Blackwell e Richard "Biff" Stannard, sendo produzida pelos três últimos. "Things We Do for Love" foi considerada pelos críticos musicais como uma homenagem à cultura e à música dos anos 1980, juntamente com o trabalho de Minogue daquela época. Musicalmente, é uma canção synth-pop animada, inspirada em baladas, com elementos de dance-pop, rock, new wave e power-pop. A letra da música foca no amor e em estar em um relacionamento.
Críticos musicais elogiaram "Things We Do for Love" pela qualidade de sua produção e pelo retorno geral aos anos 1980. Alguns elogiaram a natureza otimista e o refrão da música, enquanto outros criticaram sua letra. Apesar de não ter sido lançada como single, a canção apareceu na extinta parada Hot Trending Songs, patrocinada pelo X (anteriormente conhecido como Twitter), e nas paradas de componentes fornecidas pela Official Charts Company no Reino Unido durante a semana de lançamento de Tension. Minogue promoveu a música com o lançamento de um visualizer que estreou em seu canal do YouTube, seguida por uma versão estendida que apareceu em seu álbum de remixes Extension (The Extended Mixes) (2023)

## Escrita e desenvolvimento
Perto do fim de sua campanha para seu álbum de estúdio Disco (2020), Minogue apareceu na BBC Radio 2 para discutir sobre novas músicas, dizendo: "Talvez esteja se tornando um pouco mais electropop. Não me cite isso [...] mas é isso que está fazendo barulho no momento." Minogue confirmou isso em uma entrevista de junho de 2022 à Vogue, citando seu single de 2003 "Slow" como inspiração para o som do álbum. As primeiras sessões começaram com os seus colaboradores de longa data Richard "Biff" Stannard, Duck Blackwell e Jon Green, assim como Jamie Nelson, A&R de Minogue, e eles completaram várias músicas enquanto estavam em Surrey.
Depois de trabalhar em Surrey, Nelson sugeriu a Minogue que ela colaborasse com Anya Jones e Camille Purcell (conhecida como Kamille) em novas músicas. Purcell ficou emocionada com a oportunidade e disse sobre sua colaboração com Minogue: "Ela era um nome conhecido para mim e minha família. Acho que fazia parte do meu DNA, conhecer seu nome e sua música." Embora inicialmente intimidada, Purcell começou a relaxar perto de Minogue e, no final do dia, os cinco colaboradores haviam concluído duas músicas escritas: "Things We Do for Love" e "Tension". De acordo com Minogue, trabalhar com Purcell lhe deu a "energia feminina" necessária para o álbum original. A música foi gravada entre os estúdios Surrey Pool House (Surrey) e Infinite Disco (Paris); Minogue foi a engenheira vocal, Guy Massey fez a mixagem da faixa e Dick Beetham a masterização e gravação final.

## Composição
"'Things We Do for Love' foi escrita no mesmo dia que 'Tension', quando [os compositores e produtores do Reino Unido] Kamille e Anya [Jones] chegaram. Levou um bom tempo no final para terminar a música, descobrindo como moldá-la para que o impulso continuasse. É uma estrutura estranha, mas acho que funcionou muito bem."

—Minogue sobre o desenvolvimento de "Things We Do for Love".
"Things We Do for Love" tem duração de três minutos e dez segundos. De acordo com uma análise da Apple Music, Minogue comparou o som e a vibração geral da música ao filme de drama musical Footloose de 1984, dizendo: "Tem um pouco de uma sensação de Footloose. Não há trégua, ela simplesmente continua e continua, e a energia aumenta." Vários críticos musicais também comentaram sobre o som da faixa, inspirado nos anos 1980. Minogue, Blackwell, Green, Stannard e Nelson planejaram abraçar a música e a cultura dos anos 1980 em Tension, mas depois abandonaram a ideia e decidiram não se concentrar em um tema específico. Liricamente, a letra da música foca no amor e em estar em um relacionamento.
"Things We Do for Love" é uma faixa inspirada em synth-pop com elementos de dance-pop, rock, new wave e power-pop. O escritor de albumismo Quentin Harrison descreve esta e a faixa do álbum "Story" como "baladas animadas" com Minogue "apresentando um pop adulto e exuberante, onde ela moderniza texturas de eletrônica e rock eletrônico de drivetime de meados dos anos 1980". Peter Piatkowski, do PopMatters, comparou a inspiração da música na década de 1980 ao catálogo musical de Minogue daquela época, especificamente em seu single "Je Ne Sais Pas Pourquoi", e descobriu uma diferença "tanto nas performances de Minogue quanto na qualidade da música". Guy Oddy, do The Arts Desk, por outro lado, identificou elementos de "house-pop" na música e na faixa do álbum "Vegas High".
De acordo com o editor da Paste, Devon Codizin, a música e faixa do álbum "You Still Get Me High" "começam lentas e minimalistas, criando uma tensão saudável antes de Kylie começar um refrão eufórico". O editor do Crack, Michael Cragg, comparou-o à "eletrônica leve como uma pena nos versos, toques de guitarra por toda parte e, então, um súbito som que lança o refrão para o céu" da equipe inglesa Xenomania. Nick Levine, da NME, comparou a faixa ao trabalho da cantora americana Belinda Carlisle, enquanto Aaliyah C Humphrey, do Medium, disse que a faixa e "You Still Get My High" "parecem como se Tiffany tivesse trabalhado com o A-Ha".

## Crítica profissional
Críticos musicais deram a "Things We Do for Love" avaliações positivas. Em comparação com o resto do álbum, Neil Z. Yeung, do AllMusic, sentiu que a faixa e "You Still Get Me High" "engrenam para hipervelocidade com refrões urgentes para cantar junto, sintetizadores apropriados para a década e quebras dramáticas de sax". O editor do The Line of Best Fit, Sam Franzini, elogiou a vibração "alegre" da música, citando seu "pós-refrão galáctico e feliz", enquanto o editor do MusicOMH, Ben Devlin, a chamou de "puro ouro pop". O escritor do Albumism, Quentin Harrison, elogiou o som "pop adulto" da música, afirmando que ela enfatiza as qualidades expressivas de sua voz. O editor da Retropop, Connor Groto, descreveu a influência dos anos 80 como "inquestionavelmente nova, com uma piscadela consciente para a era que a lançou".
O editor do PopMatters, Peter Piatkowski, elogiou a "alegria e a vida generosas" de Minogue na faixa, dizendo que isso demonstra como ela é "uma das cantoras pop mais humanas capturadas em vinil". O editor do PinkNews, Marcus Wratten, classificou-a como a quinta melhor faixa do Tension, chamando-a de "clássico instantâneo" e "um sucesso em potencial para Kylie quando os dias ficarem mais quentes novamente na próxima primavera". Ao discutir influências da música dos anos 1980, Aaliyah C Humphrey, do Medium, declarou: "Apesar do som retrô, Kylie nunca soa deslocada. Seu espírito jovem brilha intensamente em seu macacão brilhante." O editor da Variety, Todd Gilchrist, descreveu a faixa como "uma versão mais simplificada, da qual você poderia facilmente imaginar Kevin Bacon dançando em 1984".
De acordo com Oral Foster, do Loud and Quiet, a música e "You Still Get My High" são "sintetizadores alegremente anacrônicos dos anos 80 que parecem fazer referência aos seus velhos dias de macacão e permanente", enquanto Alexa Camp, da Slant Magazine, descreve-a como "o material perfeito para um passeio de cima para baixo pela PCH". Hannah Mylrea, colaboradora da Rolling Stone, descreveu-a como "perfeitamente boa", mas achou que ficou aquém da faixa seguinte do álbum, "Tension". De acordo com Annabel Ross, do The Sydney Morning Herald, a música, assim como "You Still Get My High", carece de originalidade em seu som e na entrega do refrão, mas "é divertido ouvir Minogue no modo Carly Rae Jepsen embriagada". Guy Oddy, do The Arts Desk, foi um pouco crítico, descrevendo a música e "Vegas High" como uma das faixas mais fracas do álbum e chamando a composição de "banal".

## Promoção
Um visualizer para a música estreou no canal de Minogue no YouTube, coincidindo com o lançamento de Tension, e incluiu vários outros visualizadores e videoclipe de letras do álbum. Minogue é vista cantando e dançando a música em frente a várias luzes, vestida com um macacão de strass. Uma versão estendida foi incluída no álbum de remixes Extension (The Extended Mixes) (2023), que foi lançado primeiro em vinil e depois em serviços digitais e de streaming online.

## Faixas e formatos
- Download digital / streaming — Versão do álbum[5]

1. "Things We Do for Love" — 3:10

- Things We Do for Love — Extended mix[33]

1. "Things We Do for Love" (extended mix) — 5:20

## Equipe e colaboradores
Créditos adaptados das notas do encarte de Tension.
Pessoal
- Kylie Minogue — compositora, vocal principal, vocal de apoio, engenheira vocal
- Anya Jones — compositora
- Jon Green — compositor, produtor
- Camille "Kamille" Purrell — compositora
- Duck Blackwell — compositor, produtor
- Richard "Biff" Stannard — compositor, produtor
- Guy Massey — mixagem de áudio
- Dick Beetham — master de áudio

## Desempenho comercial
“Things We Do for Love” não foi lançada como single de Tension, mas sim com o lançamento do álbum em 22 de setembro de 2023 nos formatos digitais e físicos. Mesmo assim, a canção obteve algum sucesso nas paradas durante a semana de lançamento do álbum. A Billboard reconheceu a faixa em sua extinta parada Hot Trending Songs, no X (anteriormente conhecido como Twitter), chegando ao nono lugar. No Reino Unido, a canção passou uma semana na posição 69 na parada de vendas de singles e na posição 67 na parada de downloads de singles.

### Tabelas semanais
| Tabela musical (2023)   | Melhor posição |
| ----------------------- | -------------- |
| Reino Unido (Singles)   | 67             |
| Reino Unido (Downloads) | 69             |

## Histórico de lançamento
| Região | Data                   | Formato                    | Versão       | Gravadora    | Ref.          |
| ------ | ---------------------- | -------------------------- | ------------ | ------------ | ------------- |
| Várias | 22 de setembro de 2023 | Download digital streaming | Álbum        | Darenote BMG | [ 5 ] [ 38 ]  |
| Várias | 8 de dezembro de 2023  | Download digital streaming | Extended mix | Darenote BMG | [ 33 ] [ 34 ] |